# 内藤未映
内藤 未映（ないとう みえい）は、日本のベリーダンサー、女優、タレント、白樺舞踊団団長。

## 人物
長野県長野市出身。
幼少期から新体操を始め、チアリーディング、バトントワリング、ジャズ、コンテンポラリーなど様々な踊りを学ぶ。上京後にベリーダンスに出会い、自身の感性とベリーダンスを融合させた舞踏スタイルを創作し、高い注目を集める。
また自身が講師を務めるベリーダンス教室はどれも人気教室。
血液型はAB型。夫は元陸上競技選手 塚原直貴。 3児の母。趣味は育児、お酒、踊り、ドライブ。
座右の銘は「車列はいつか途絶える」

## 経歴
2011年、東京国際ベリーダンス大会フュージョンアンサンブル部門ファイナリスト観客特別賞を受賞。ライブハウス、ラウンジ、レストラン、各種イベント等に多数出演。ベリーダンスを広げていくため、美貌を活かしCM、映画、などで活動。
2012年3月、子宮が元気になるベリーダンス！ を出版。
2013年2月15日、“30秒で即効”爽快美脚 を出版。
2019年2月 "ベリーダンスを軸にした創作舞踊団" として白樺舞踊団を結成。
2020年、信州ガールズ業務提携。

## 出演

### ケーブルテレビ
- 信州美人が行くっ！ (2022年3月 INC長野ケーブル)

## 著書
- “30秒で即効”爽快美脚 2013年2月15日
- 子宮が元気になるベリーダンス！ 2012年03月